# Château Orsini
Ne doit pas être confondu avec Palais Orsini.
Le château Orsini est un château situé dans la commune de Massa d'Albe, province de L'Aquila, dans les Abruzzes.

## Histoire
Le château se dresse à l'intérieur d'une riche aire archéologique, caractérisée par les restes de l'installation des Èques d'Alba Fucens, colonie romaine après la Deuxième guerre samnite du IVe siècle av. J.-C., et du bourg médiéval d'Alba qui lui a succédé au XIVe siècle après avoir été détruit entre le IXe et le Xe siècle. Installé de façon stratégique pour contrôler la Via Tiburtina Valeria, le château fut reconstruit par les comtes d'Alba pour être détruit en 1268 par Charles Ier de Sicile après la bataille de Tagliacozzo. Rebâti par la famille Orsini après la conquête du comté d'Alba, il fut anéanti presque complètement à la suite du tremblement de terre de 1915. Pendant la Seconde Guerre mondiale le château abrita le quartier général allemand de l’armée déployée le long de la ligne Gustave.[réf. nécessaire]